# Tu-148
Tu-148 – niezrealizowany projekt radzieckiego myśliwca przechwytującego zaprojektowany na bazie doświadczeń i konstrukcji samolotu Tu-128.

## Historia
W drugiej połowie lat 60. XX wieku, wraz z rozwojem rakietowych systemów przeciwlotniczych, taktyka działania lotnictwa uderzeniowego zaczęła ewoluować w stronę operowania na niskich i skrajnie niskich wysokościach. Służące na dalekiej północy Tu-128, mające za zadanie przechwytywanie nieprzyjacielskich wypraw bombowych na dalekich podejściach do terytorium Związku Radzieckiego, przy dolnym pułapie operacyjnym rzędu 8000–10 000 metrów, nie były zdolne do sprostania nowym wyzwaniom. Aby zachować zdolności operacyjne maszyn Tu-128, biuro konstrukcyjne Tupolewa rozpoczęło trzyetapowy proces modernizacji konstrukcji. Pierwszy z nich zakładał obniżenie pułapu bojowego, zwiększenie odporności radarowej głowicy pocisku R-4R na zakłócenia. Kolejne dwa etapy modernizacji miały zostać osiągnięte dzięki dwóm nowym konstrukcjom, bazującym na płatowcu Tu-128, samolotom oznaczonym jako Tu-138 i Tu-148. 
Wstępny projekt Tu-148 został przygotowany w 1965 roku. Samolot miał być elementem nowego kompleksu przechwytującego typu powietrze-powietrze, opartego na rakietach K-100. Samolot Tu-148-100, uzbrojony w rakiety K-100, miał być wyposażony w radar Smiercz-100 oraz dwa silniki turboodrzutowe RD-19R-2. Myśliwiec miał operować na bardzo szerokim zakresie pułapu operacyjnego. Od 50–100 metrów, gdzie miał mieć możliwość realizowania lotu z prędkością rzędu 1400 km/h, do 16 000–18 000 m i lotu z prędkością 2500 km/h. Utrzymanie efektywnej pracy płatów w obydwu profilach lotu miało zapewnić zastosowanie skrzydeł o zmiennej geometrii. Nowa konstrukcja miała charakteryzować się dużą wszechstronnością. Tu-148 miał mieć możliwość przenoszenia pocisków przeciwradarowych, realizować misje zwiadu radioelektronicznego oraz uderzenia bombowe. Paradoksalnie, wszechstronność okazała się być wadą nowej konstrukcji. Radzieckie siły powietrzne dysponowały już bombowcem frontowym Su-24, który spełniał ich oczekiwania, zatem kolejny tego typu bombowiec nie był już potrzebny. Z kolei Wojska Obrony Powietrznej miały poważne wątpliwości, czy wielozadaniowy samolot jaki oferował im Tupolew, będzie dobrym myśliwcem przechwytującym.
W drugiej połowie lat 60. Tupolew zaprezentował zmodyfikowaną wersję Tu-148, przystosowaną do przenoszenia rakiet powietrze-powietrze dalekiego zasięgu K-33. Samolot Tu-148-33 miał być wyposażony w radar Zasłon z fazową anteną, skrzydła o zmiennej geometrii i nowe silniki RD-36-41. Maszyna miała być zdolna do przechwytywania szerokiej gamy celów, zwłaszcza trudno wykrywalnych lecących na niskiej wysokości na tle powierzchni ziemi i wody, pocisków manewrujących i balistycznych. Tym razem projekt cieszył się poparciem dowódcy Wojsk Obrony Powietrznej Anatolija Kadomcewa. Niestety w 1969 roku Kadomcew zginął w katastrofie samolotu MiG-25P a nowe kierownictwo za bardziej perspektywiczne uznało instalacje radaru Zasłon w konstrukcji MiG-31. Prace nad Tu-148-33 zakończono na etapie budowy makiety maszyny.